# Valerij Zamjatin
Valerij Volodymyrovyč Zamjatin (in ucraino Валерій Володимирович Замятін?; 5 gennaio 1979) è un ex giocatore di calcio a 5 ucraino.

## Carriera
Per lungo tempo capitano della nazionale maschile di calcio a 5 dell'Ucraina, ha partecipato a quattro campionati europei e a una Coppa del Mondo.